# إجراءات التباعد الاجتماعي المتعلقة بجائحة كورونا
هذه المقالة هي ملخص لإجراءات التباعد الاجتماعي المتعلقة بجائحة COVID-19 .

## خلفية
التباعد الاجتماعي، أو التباعد الجسدي،   عبارة عن مجموعة من التدخلات أو التدابير غير الصيدلانية المتخذة لمنع انتشار مرض معد عن طريق الحفاظ على مسافة مادية بين الناس وتقليل عدد المرات التي يأتي فيها الناس على اتصال وثيق مع بعضها البعض. وهي تنطوي على الحفاظ على مسافة 6 قدم (1.8 م) من الآخرين وتجنب التجمع معًا في مجموعات كبيرة. 
خلال جائحة COVID-19، شددت عدة حكومات على التباعد الاجتماعي والتدابير ذات الصلة كبدائل للحجر القسري المفروض على المناطق المتأثرة بشدة. وفقًا لرصد اليونسكو، قامت أكثر من مائة دولة بإغلاق المدارس في جميع أنحاء البلاد استجابة لـ COVID-19 ، مما أثر على أكثر من نصف عدد الطلاب في العالم. في المملكة المتحدة، نصحت الحكومة الجمهور بتجنب الأماكن العامة، وأغلقت دور السينما والمسارح طواعية لتشجيع رسالة الحكومة.
مع عدم تصديق الكثير من الناس أن COVID-19 أسوأ من الأنفلونزا الموسمية،  كان من الصعب إقناع الجمهور - خاصة المراهقين والشباب - بالتبني الطوعي لممارسات الإبعاد الاجتماعي. في بلجيكا، أفادت وسائل الإعلام بحضور الهذيان 300 شخص على الأقل قبل أن تفرقه السلطات المحلية. في فرنسا، يتم تغريم المراهقين الذين يقومون برحلات غير أساسية تصل إلى US$150 . تم إغلاق الشواطئ في فلوريدا وألاباما لتفريق رواد الحفلات خلال عطلة الربيع. تم الغاء حفلات الزفاف في ولاية نيو جيرسي و 8   فرض حظر التجول مساءا في نيوارك. كانت نيويورك ونيو جيرسي وكونيتيكت وبنسلفانيا أول الولايات التي تبنت سياسات إبعاد اجتماعي منسقة أغلقت الأعمال غير الضرورية وقيدت التجمعات الكبيرة. تم تمديد أوامر المأوى في كاليفورنيا إلى الولاية بأكملها في 19 مارس. في نفس اليوم أعلنت تكساس حالة الطوارئ العامة وفرضت قيودًا على مستوى الولاية.
هذه التدابير الوقائية مثل الابتعاد الاجتماعي والعزل الذاتي دفعت إلى إغلاق المدارس الابتدائية والثانوية وما بعد الثانوية على نطاق واسع في أكثر من 120 دولة. اعتبارًا من 23 مارس 2020، كان هناك أكثر من 1.2 مليار متعلم خارج المدرسة بسبب إغلاق المدرسة استجابةً لـ COVID-19 .  نظرًا للمعدلات المنخفضة لأعراض COVID-19 بين الأطفال، فقد تم التشكيك في فعالية إغلاق المدارس. حتى عندما يكون إغلاق المدارس مؤقتًا، فإنه ينطوي على تكاليف اجتماعية واقتصادية عالية. ومع ذلك، فإن أهمية الأطفال في نشر COVID-19 غير واضحة.  في حين أن التأثير الكامل لإغلاق المدارس خلال جائحة فيروس التاجي غير معروف حتى الآن، تنصح اليونسكو أن لإغلاق المدارس آثارًا سلبية على الاقتصادات المحلية وعلى نتائج التعلم للطلاب.
في أوائل مارس 2020، صيغ الشعار الألماني "Stay The Fuck Home" من قبل المهندس الألماني فلوريان ريفشنايدر وسرعان ما ردده مشاهير بارزون مثل تايلور سويفت وأريانا غراندي   وبوسي فيليبس  أمل للحد من ذروة تفشي المرض وتأخيره. انضم Facebook وTwitter وInstagram أيضًا إلى الحملة مع علامات تصنيف وملصقات وفلاتر مماثلة تحت #staythefhome و #stayhome و # staythefuckhome وبدأوا في النشر عبر وسائل التواصل الاجتماعي.    يدعي الموقع أنه وصل إلى حوالي مليوني شخص عبر الإنترنت ويقول أن النص قد تم ترجمته إلى 17 لغة.

## أفغانستان
- 28 مارس: إغلاق كابل.[23]
- 1 أبريل: إغلاق غزنة.

## أستراليا
- 20 مارس: قيود على الفعاليات غير الأساسية.[24]
  - تم حظر التجمعات الداخلية غير الضرورية لأكثر من 100 شخص.
  - تم حظر الأحداث في الهواء الطلق مع أكثر من 500 شخص.
- 22 مارس: قيود على التجمعات الاجتماعية والأعمال «غير الضرورية».
  - التسهيلات مقيدة من الافتتاح: الحانات والنوادي المسجلة والمرخصة (باستثناء محلات الزجاجات الملحقة بهذه الأماكن) والفنادق (باستثناء الإقامة)؛ صالات رياضية وأماكن رياضية داخلية؛ دور السينما وأماكن الترفيه والكازينوهات والنوادي الليلية؛ اقتصرت المطاعم والمقاهي على الوجبات الجاهزة و / أو توصيل الطلبات للمنازل؛ التجمعات الدينية، أماكن العبادة أو الجنازات (في الأماكن المغلقة وغيرها من المجموعات الصغيرة جدًا وحيث تنطبق قاعدة «شخص واحد لكل 4 متر مربع»).
- 29 مارس: تقييد التجمعات العامة على شخصين.

## الصين
- 23 يناير: حظر السفر من ووهان. [24]
- 29 يناير: أمر الناس بالبقاء في المنزل إلا إذا لزم الأمر.
- 4 فبراير: تم نقل جميع التعليم العالي عبر الإنترنت.

## الدنمارك
- 13 مارس: أغلقت جميع الخدمات العامة غير الأساسية، بما في ذلك المدارس والرعاية النهارية. [24]
- 17 مارس: حظر تجمعات لأكثر من 10 أشخاص.

## ألمانيا
- 16 مارس: إغلاق الخدمات العامة غير الضرورية. [24]
- 22 مارس: تم حظر التجمعات العامة. نفذ حظر التجول (مع استثناءات لبعض الأنشطة الأساسية) في 5 من الولايات الفيدرالية الـ 16. تم حظر دخول غير المقيمين (بما في ذلك المواطنين الألمان الذين يقيمون في دولة اتحادية أخرى) في دولتين إضافيتين من الولايات الفيدرالية الـ 16.[25] [26]

## إندونيسيا
- 15 مارس / آذار: دعا الرئيس جوكو ويدودو الإندونيسيين إلى ممارسة إجراءات التباعد الاجتماعي، مع إغلاق بعض القادة الإقليميين بالفعل المدارس والأماكن العامة.[27] في بيان في اليوم التالي، قال إنه لن يسري على حظر كامل وانتقد القادة الإقليميين الذين قاموا بتطبيق الإغلاق برفق.[28]
- 31 مارس: وقع الرئيس جوكو ويدودو على اللائحة الحكومية رقم 21/2020، التي تنظم القيود الاجتماعية واسعة النطاق (PSBB)، مما يسمح للحكومات الإقليمية بتقييد حركة الأشخاص والبضائع داخل وخارج مناطقهم شريطة أن يكونوا قد تلقوا إذن من الوزارة المختصة (في هذه الحالة وزارة الصحة تحت تيراوان بوترانتو). كما حدد القانون قيود «الحد الأدنى» على أنها تشمل عطلة المدرسة والعمل، والقيود المفروضة على العبادة البدنية، والقيود المفروضة على التجمعات العامة. وفي الوقت نفسه، تم التوقيع على القرار الرئاسي 11/2020، معلنا عن كارثة وطنية. استند كلا القانونين إلى القانون رقم 6 لعام 2018 بشأن الحجر الصحي، والذي كان يتضمن أحكامًا بشأن PSBB.[29] [30] [31]

## هولندا
- 12 مارس: حظر تجمعات لأكثر من 100 شخص. [24]
- 13 مارس: زيارات السجون تقتصر على الشؤون القانونية.
- 15 مارس: جميع منافذ بيع الأطعمة والمشروبات، والحانات، والمقاهي، والمطاعم، والصالات الرياضية، والساونا، ونوادي الجنس والمقاهي، المطلوب إغلاقها، باستثناء خدمات الوجبات الجاهزة والتسليم.
- 17 مارس: تم إغلاق جميع الخدمات التعليمية.
- 23 مارس: تقييد زيارات الشباب والعجز والرعاية النفسية.
- 23 مارس: حظر الأنشطة الخارجية غير الضرورية.

## نيوزيلندا
- 21 مارس: زيارات مقيدة لمرافق رعاية المسنين. [24]
- 22 مارس: أمر الأفراد المعرضون للخطر بالبقاء في المنزل.
- 23 مارس: أمر جميع الأفراد بالبقاء في منازلهم ما لم يكن لديهم أنشطة أساسية.
- 23 مارس: تم إغلاق جميع الخدمات غير الضرورية.

## باكستان
- 13 مارس: أغلقت المؤسسات التعليمية وحظرت التجمعات العامة. [24]
- 20 مارس: أمر موظفون حكوميون غير أساسيين بالعمل من المنزل.
- 20 نقطة احتياطات يقيس الإجماع في باكستان

## روسيا
- 16 مارس: تحولت مؤسسات التعليم العالي إلى التعلم عن بعد.
- 18 مارس: رفضت المدارس المعلنة لمدة ثلاثة أسابيع، ونحث الموظفين على السماح بالعمل من المنزل.
- 19 مارس: عزلة ذاتية إجبارية لمدة أسبوعين لجميع المسافرين الذين يدخلون البلاد.
- 22 مارس: إغلاق على مستوى المدينة في موسكو لمدة أسبوع.
- 27 مارس: تعليق جميع الرحلات الدولية.
- 30 مارس: تم تمديد فترة التأمين حتى 30 أبريل.[32]
- 30 مارس: انضمت سان بطرسبرج والعديد من المناطق إلى عملية الإغلاق.[33] [34] [35]

## سنغافورة
- 24 مارس: منع أكثر من 10 أشخاص خارج المدرسة والعمل. [24]
- 3 أبريل: أغلقت أماكن العمل غير الضرورية، وانتقلت المدارس إلى التعلم عن بعد، وأغلقت الأماكن الترفيهية وأماكن الجذب وأماكن العبادة.
- 7 أبريل: طلب البقاء في المنزل.[36]

## تركيا
- 12 مارس: إغلاق المدارس والجامعات.[37]
- 15 مارس: مكتبات مغلقة وأجنحة وديسكو وحانات ونوادي ليلية.[38] [39]
- 16 مارس: إغلاق المساجد والمقاهي والصالات الرياضية ومقاهي الإنترنت ودور السينما.[40] [41] [42]
- 19 مارس: تأجيل بطولات كرة القدم والكرة الطائرة وكرة السلة وكرة اليد.[43]
- 21 مارس: فرض حظر تجول كلي لمن تجاوزوا 65 عامًا أو يعانون من أمراض مزمنة.[44] المطاعم المغلقة وأماكن تناول الطعام والمعجنات للجمهور لتناول الطعام فيها، مما يسمح فقط بالتوصيل إلى المنزل والطلبات الخارجية.[45]
- 3 أبريل: مدد حظر التجول للأشخاص الذين تقل أعمارهم عن 20 عامًا.[46]
- 10 أبريل: الإعلان عن حظر التجول في عطلة نهاية الأسبوع القادمة في 30 مقاطعة ذات وضع حضري و Zonguldak ، تستمر لمدة 48 ساعة.[47]
- 13 أبريل: أعلنت أنه حتى إشعار آخر سيتم تطبيق حظر التجول هذا خلال عطلات نهاية الأسبوع اللاحقة.[48]

## المملكة المتحدة
- 18 مارس: إغلاق المدارس. [24]
- 21 مارس: الحانات والمطاعم والمقاهي المغلقة وأماكن الترفيه الأخرى.
- 22 مارس: نصحت المستضعفين بالبقاء في منازلهم.
- 23 مارس: بدأت مرحلة الإغلاق، وأغلقت معظم الشركات.
  - يجب إغلاق المطاعم والحانات والمقاهي وما شابه، ولكن يمكنها تشغيل خدمات توصيل الطعام والوجبات السريعة. يجب إغلاق جميع متاجر التجزئة باستثناء محلات السوبر ماركت، والخدمات الطبية، والصيدليات، ومحطات البنزين، ومحلات الدراجات، ومحلات الأجهزة، ومحلات البستنة، ومحلات بيع الصحف، ومحلات بيع المشروبات الكحولية، ومغاسل الملابس، ومكاتب البريد، وبعض متاجر التجزئة الأخرى. يجب إغلاق فنادق وخدمات الإقامة الأخرى ولكن قد توفر أماكن إقامة للمواطنين الأجانب الذين تقطعت بهم السبل والعمال المهمين والمشردين وغيرهم من الأشخاص الضعفاء. يجب إغلاق المكتبات والمتاحف والمراكز المجتمعية وأماكن العبادة. يجب إغلاق الصالات الرياضية والحدائق والمرافق الرياضية والترفيهية.
  - وجه الناس إلى البقاء في المنزل باستثناء التسوق للحصول على الضروريات، وطلب الرعاية الطبية أو رعاية شخص ضعيف، والسفر من وإلى العمل الذي لا يمكن القيام به في المنزل.

## الولايات المتحدة الأمريكية

الولايات والأقاليم والمقاطعات التي أصدرت أمرًا بالبقاء في المنزل:
Came into effect before 22 March

### ألاباما
- 4 أبريل: ابق في المنزل.[49]

### ألاسكا
- 28 مارس: ابق في المنزل. [49]

### أريزونا
- 31 مارس: ابق في المنزل. [49]

### كاليفورنيا
- 19 مارس: ابق في المنزل. [49]

### كولورادو
- 26 مارس: ابق في المنزل. [49]

### كونيتيكت
- 23 مارس: ابق في المنزل. [49]

### ديلاوير
- 24 مارس: ملجأ في المكان [49]

### مقاطعة كولومبيا
- 1 أبريل: ابق في المنزل. [49]

### فلوريدا
- 3 أبريل: ابق في المنزل. [49]

### جورجيا
- 3 أبريل: المأوى في مكانه. [49]

### هاواي
- 25 مارس: ابق في المنزل. [49]

### ايداهو
- 25 مارس: ابق في المنزل. [49]

### إلينوي
- 21 مارس: ابق في المنزل. [49]

### إنديانا
- 24 مارس: ابق في المنزل. [49]

### كانساس
- 30 مارس: ابق في المنزل. [49]

### كنتاكي
- 26 مارس: صحية في المنزل. [49]

### لويزيانا
- 23 مارس: ابق في المنزل. [49]

### مين
- 2 أبريل: ابق في المنزل. [49]

### ماريلاند
- 30 مارس: ابق في المنزل. [49]

### ماساتشوستس
- 24 مارس: ينصح بالبقاء في المنزل. [49]

### ميشيغان
- 24 مارس: ابق في المنزل. [49]

### مينيسوتا
- 27 مارس: ابق في المنزل. [49]

### ميسيسيبي
- 3 أبريل: مكانك في المأوى . [49]

### ميزوري
- 6 أبريل: ابق في المنزل. [49]

### مونتانا
- 28 مارس: ابق في المنزل. [49]

### نيفادا
- 1 أبريل: ابق في المنزل. [49]

### نيو هامبشاير
- 27 مارس: ابق في المنزل. [49]

### نيو جيرسي
- 21 مارس: ابق في المنزل. [49]

### المكسيك الجديدة
- 24 مارس: ابق في المنزل. [49]

### نيويورك
- 22 مارس: ابق في المنزل. [49]

### شمال كارولينا
- 30 مارس: ابق في المنزل. [49]

### أوهايو
- 23 مارس: ابق في المنزل. [49]

### أوريغون
- 23 مارس: ابق في المنزل. [49]

### بنسلفانيا
- 1 أبريل: ابق في المنزل. [49]

### بورتوريكو
- 15 مارس: ابق في المنزل. [49]

### جزيرة رود
- 28 مارس: ابق في المنزل. [49]

### كارولينا الجنوبية
- 7 أبريل: ابق في المنزل. [49]

### تينيسي
- 31 مارس: ابق في المنزل. [49]

### تكساس
- 2 أبريل: ابق في المنزل. [49]

### فيرمونت
- 25 مارس: ابق في المنزل. [49]

### فرجينيا
- 30 مارس: ابق في المنزل. [49]

### واشنطن
- 23 مارس: ابق في المنزل. [49]

### فرجينيا الغربية
- 24 مارس: ابق في المنزل. [49]

### ويسكونسن
- 25 مارس: ابق في المنزل. [49]